# تدريبات اللياقة البدنية
يحقق تدريب اللياقة العامة أهدافًا واسعة للصحة العامة والرفاهية، إنه لا يقتصر فقط على المنافسات الرياضية أو العضلات الكبيرة أو المخاوف بشأن المظهر الخارجي. يمكن لنظام التمرين المعتدل والمنتظم والنظام الغذائي الصحي؛ تحسين علامات ومظاهر الصحة الجيدة، مثل: قوة العضلات، وصحة الجلد والشعر والأظافر، ويساعد أيضًا على خفض حالات فشل القلب أو فشل الأعضاء  التي تصاحب الخمول والتغذية السيئة.
يساعد النظام الغذائي على زيادة معدل حرق السعرات الحرارية من طريق زيادة التمثيل الغذائي، وهذه العملية يمكن تحسينها أكثر من طريق اكتساب المزيد من الكتلة العضلية، ويمكن للتمارين الهوائية -أيضًا- أن تحرق الدهون وتزيد من معدل الأيض.

## اللياقة البدنية العامة
هنالك العديد من الفوائد لزيادة مستوى اللياقة العامة للفرد، منها -مثلًا- تقليل التوتر، والشعور بحالة أفضل، وتقليل احتمالية الإصابة بالعديد من أمراض القلب والأوعية الدموية، وما إلى ذلك. إن تنفيذ أو التأكيد على زيادة مستوى النشاط البدني للفرد هو أمر مؤكد لزيادة مستويات اللياقة العامة للفرد.
يختلف المقدار الذي يجب أن يكون عليه الشخص نشطًا من شخص إلى آخر؛ فمثلًا، لدى ليبرون جيمس نظام تدريب مختلف كثيرًا عن نظام القاضية جودي.
هنالك أيضًا العديد من الطرق لتقليل مستوى اللياقة العامة للفرد. إذ يمكن أن تؤدي الإصابات أو الجروح البدنية، والإجهاد النفسي، والمأساة أو الحزن إلى جعل الشخص أقل نشاطًا ويقلل من معدل الأيض في الجسم ما يؤدي إلى انخفاض عام في النشاط البدني للفرد وبالتالي انخفاض معدل اللياقة العامة.

## النظام الغذائي
يساعد النظام الغذائي على زيادة حرق السعرات الحرارية من طريق زيادة التمثيل الغذائي، وهذه العملية يمكن تحسينها أكثر من طريق اكتساب المزيد من الكتلة العضلية، ويمكن للتمارين الهوائية -أيضًا- أن تحرق الدهون وتزيد من معدل الأيض لدى البالغين الذين يعانون من السمنة المفرطة.
تُظهر الدراسات أنَّ اتباع البالغين الذين يعانون من السمنة المفرطة نظامًا غذائيًا سليمًا على مدى ستة أشهر، يرتبط ارتباطًا إيجابيًا باللياقة البدنية وتحسين الحالة النفسية، إضافةً إلى فقدان الوزن بمعدل 27.5٪. وتظهر الدراسات ارتباط النظام الغذائي السليم بانخفاض في مستوى الشعور بالجوع والعديد من الأعراض الأخرى، مثل: عدم القدرة على الاستيقاظ صباحا والقلق المتكرر.

## اللياقة البدنية والاستقرار العقلي
إنَّ اللياقة البدنية والاستقرار العقلي هما وجهان لعملة واحدة، إذ تشير الأبحاث إلى أنه على الرغم من أنَّ النشاط البدني والهوائي يحسّن من القدرات البدنية للفرد، فإنَّه يساعد أيضًا على تحسين صورة الجسد (التي تمثل أفكار المرء وموقفه من مظهره الشخصي الخارجي)، وحب الذات، وزيادة ملحوظة في إدارة الإجهاد والتوتر، والحد من الاكتئاب والقلق، وكذلك تحسين الحالة المزاجية وتحسين الوظيفة الإدراكية والمعرفية عمومًا. يتبين من ذلك كله الأهمية الكامنة وراء استخدام اللياقة البدنية لتحقيق الاستقرار العقلي، ولماذا من المهم جدًا ممارستها.

## فقدان الوزن وبناء العضلات
يمكن لتمارين اللياقة العامة أن تعزز عملية فقدان الوزن، إذ يقوم مدربو اللياقة البدنية بخلق واعتماد نظام يركز على اتباع أسلوب حياة جديد مع ضرورة توفير الدوافع والحوافز لنجاحه. يمكن أيضًا استخدام تدريبات اللياقة العامة لتعزيز القوة أو التوتر العضلي أو بناء العضلات، التي تعد العملية الفسيولوجية نفسها. (ولكن، القوة أو التوتر العضلي يعني مقاومة العضلة للتمدد عندما تكون في حالة الراحة، في حين أنَّ البناء يعني زيادة الكتلة العضلية كثيرًا).
يُعرّف فقدان الوزن بأنه فقدان ما يصل إلى 3٪ أو أكثر من وزن الجسم، على الرغم من عدم وجود تعريف محدد تمامًا لماهية فقدان الوزن، إذ يجب على المرء أن يأخذ في الحسبان رأي الخبراء، ونوع الجسم، وتقلبات الوزن الطبيعية.

## تدريبات اللياقة الأكثر تخصصًا

### التدريب الرياضي الخاص
يمكن لمدربي الرياضة المختصين تحسين القوة والمرونة والقدرة على التحمل لتطوير أداء الفرد في رياضات معينة، مثلًا زيادة قوة الذراع للعب التنس أو زيادة القوة والثبات الضروريان لتحقيق توازن أفضل في لعب الجولف. يمثل دور المدرب الرياضي المختص تطوير القدرات البدنية لتحسين الأداء والمهارات في رياضة معينة. كذلك، فهم احتياجات اللعبة، والتدريب وممارسة الخطوات الصحيحة لتلبية المتطلبات الرياضية.

### التعافي منالإصابة
يمكن للمدربين الشخصيين المعتمدين المساهمة بنحو مهم وفريد في التعافي من الاصابات، وإعادة التأهيل الجسدي والنفسي للمصاب.

### تدريبات ما قبل الولادة وما بعدها
خلال فترة الحمل، هنالك جهد كبير على عضلات الظهر السفلية بسبب الحمل لذلك فإنَّ من المهم ممارسة تمارين التمدد لزيادة قوة وتحمل الجسم للوزن الزائد.
خلال الثلث الثاني من الحمل (الأسابيع 13-28)، في هذه الفترة تختفي أعراض الأشهر الثلاثة الأولى المزعجة والمتعبة، إذ تبدأ الأم بالشعور بمستوى متجدد وعالٍ من الطاقة. سيكون التغيير الأكبر خلال هذه الفترة هو نمو الجنين، إذ تلاحظ الأم تغيرًا في وضع وشكل جسمها. تتركز الزيادة في الوزن في الجزء الأمامي من الجسم، ما يجعل مفاصل الورك والظهر تتحمل جهدًا أعلى، يصاحب ذلك شد في عضلات أسفل الظهر مع انحناءها بنحو ملحوظ، وأيضًا تتمدد عضلات البطن لتتكيف مع نمو الطفل. سيكون من المفيد جدًا في هذه الفترة القيام بتمارين رياضية للمساعدة على تقوية عضلات البطن والحوض، للتقليل من الجهد المسلط على أسفل الظهر.